# Bolbitis hastata
Bolbitis hastata är en träjonväxtart som först beskrevs av Frederik Michael Liebmann och Eugène Pierre Nicolas Fournier, och fick sitt nu gällande namn av Elbert Hennipman. Bolbitis hastata ingår i släktet Bolbitis och familjen Dryopteridaceae. Inga underarter finns listade.